# Duingebieden inclusief IJzermonding en Zwin
Duingebieden inclusief IJzermonding en Zwin is een Natura 2000-gebied (habitatrichtlijngebied BE2500001) in Vlaanderen. Het ligt aan de Vlaamse kust in de provincie West-Vlaanderen. Overlapping is er met de vogelrichtlijngebieden  'Westkust’ (BE2500121) en ‘Het Zwin’ (BE2501033). Het landschap bestaat uit slikken en schorren, stuifduinen, kalkarme en kalkrijke duinen, strand en duinvalleien.
Het habitatrichtlijngebied beslaat 3782 hectare verspreid over verschillende natuurgebieden, dit zijn zowat alle overgebleven duingebieden aan de Belgische kust. In het gebied komen achttien Europees beschermde habitattypes voor: duinstruweel, duinstruweel van kruipwilg, embryonale duinen, estuaria, glanshaver- en grote vossenstaartgraslanden, kalkrijke beukenbossen, natuurlijke loofbossen van de kustduinen, schorren, schorren met slijkgras, slik- en zandplaten die droogvallen bij eb, slikken met Zeekraal, vastgelegde duinen, vastgelegde ontkalkte duinen, vochtige duinvalleien, voedselrijke, gebufferde wateren met rijke waterplantvegetatie, wandelende duinen met helmgras, wateren met kranswiervegetaties, zure bruingekleurde vennen.

## Beschermde fauna
Er komen drieëndertig Europees beschermde faunasoorten voor in het gebied: blauwborst, boomkikker, Brandts vleermuis, bruine kiekendief, franjestaart, goudplevier, grauwe gans, groenknolorchis, grote stern, ijsvogel, kamsalamander, kemphaan, kleine zilverreiger, kluut, kolgans, kwak, laatvlieger, lepelaar, meervleermuis, nauwe korfslak, ooievaar, regenwulp, rosse vleermuis, rugstreeppad, strandplevier, visdief, watervleermuis, wespendief, wulp, zeggenkorfslak, zilvermeeuw en zwartkopmeeuw.

## Gebiedsdelen
Gebieden die deel uitmaken van het Natura 2000-gebied zijn onder andere: Natuurreservaat De Westhoek, Calmeynbos, Oosthoekduinen, Cabourduinen, Krakeelduinen, Houtsaegerduinen en het Kerkepannebos, Noordduinen, Doornpanne, Hoge Blekker, Schipgatduinen, Duinen van Ter Yde, Hannecartbos en Oostvoorduinen, Simliduinen, IJzermonding, Duinengebied ten westen van Nieuwpoort-Bad, Duingebied Mariakerke, de duinen van Raversijde, Bredene, De Haan en Wenduine, D'Heye, Duinbossen van De Haan, Kijkuit, Warandeduinen, De Fonteintjes, Zwinduinen en -polders (Zwinbosjes) en Zwin Natuur Park.  

## Afbeeldingen

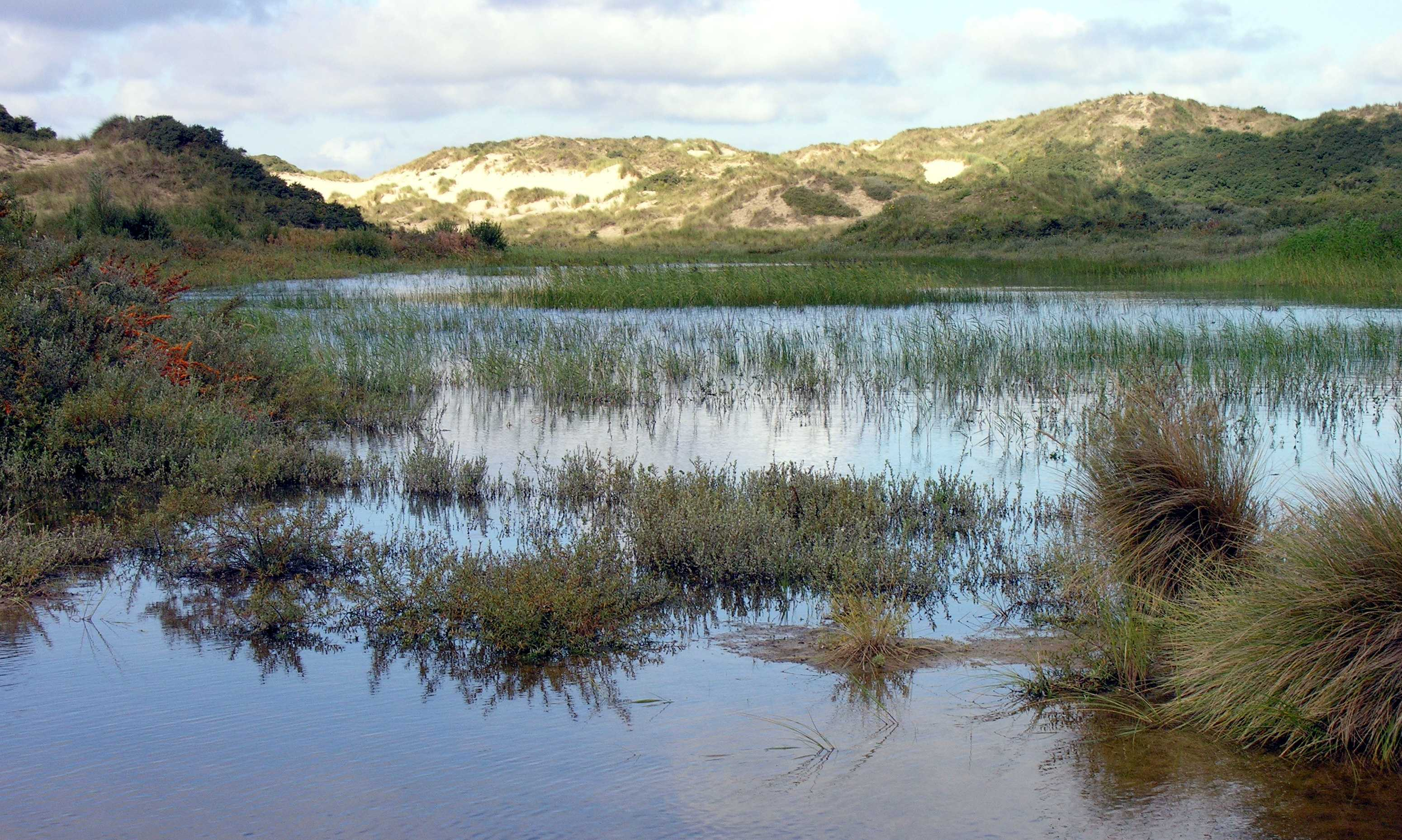
Natuurreservaat De Westhoek
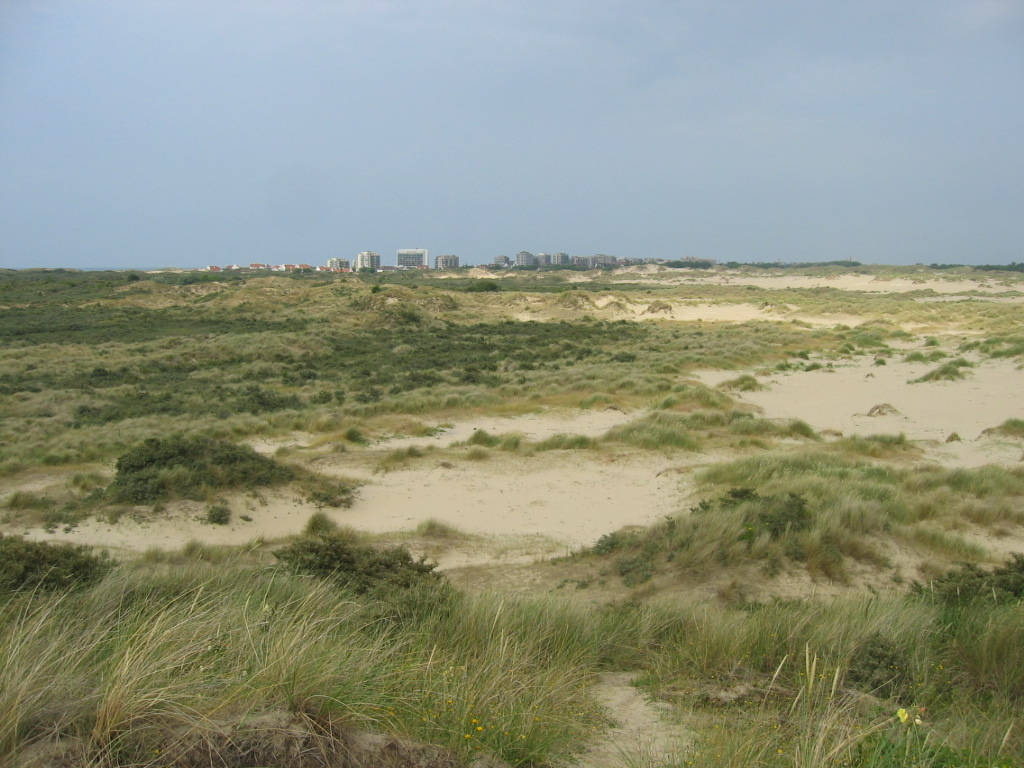
Natuurreservaat De Westhoek
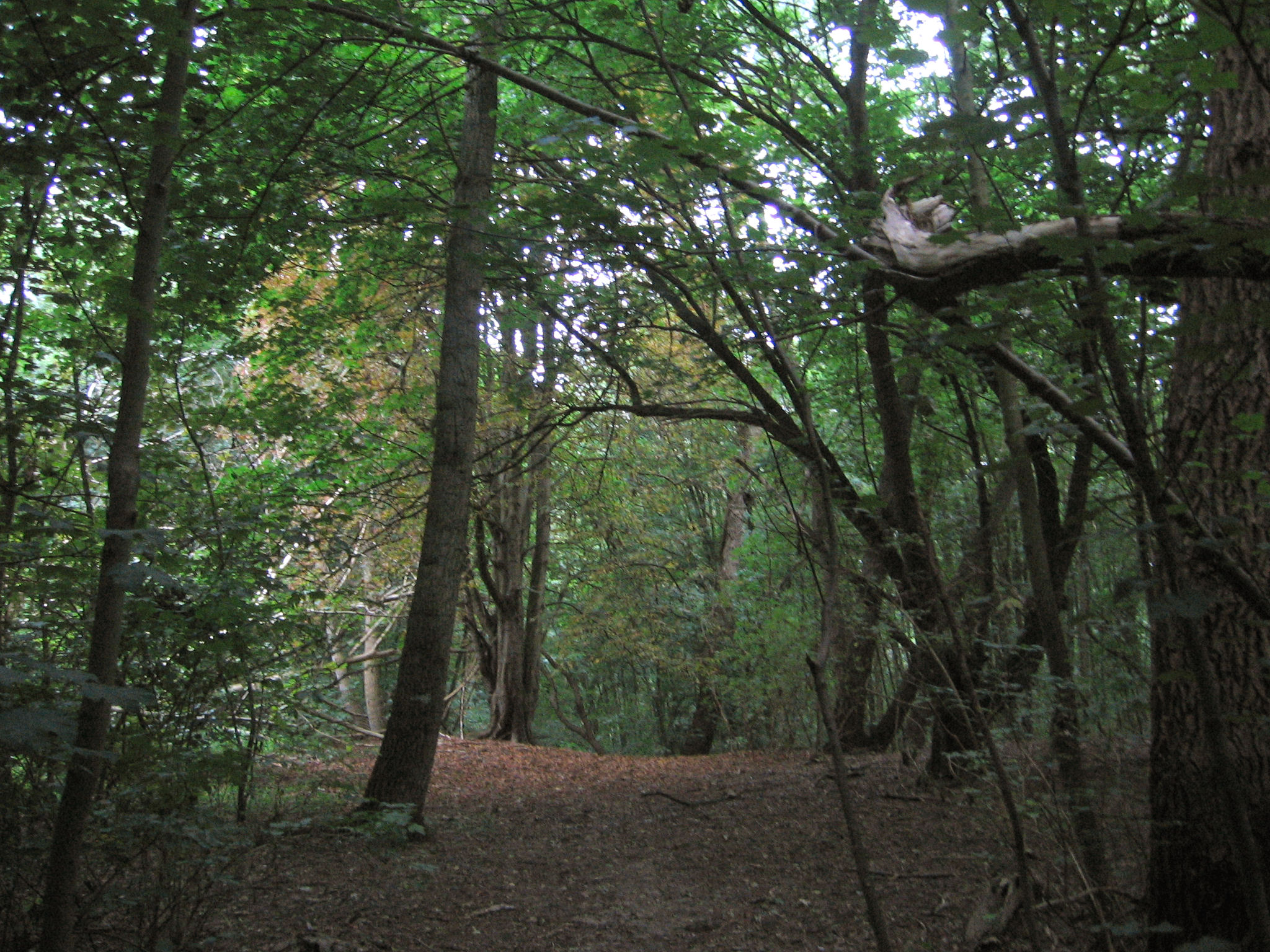
Calmeynbos
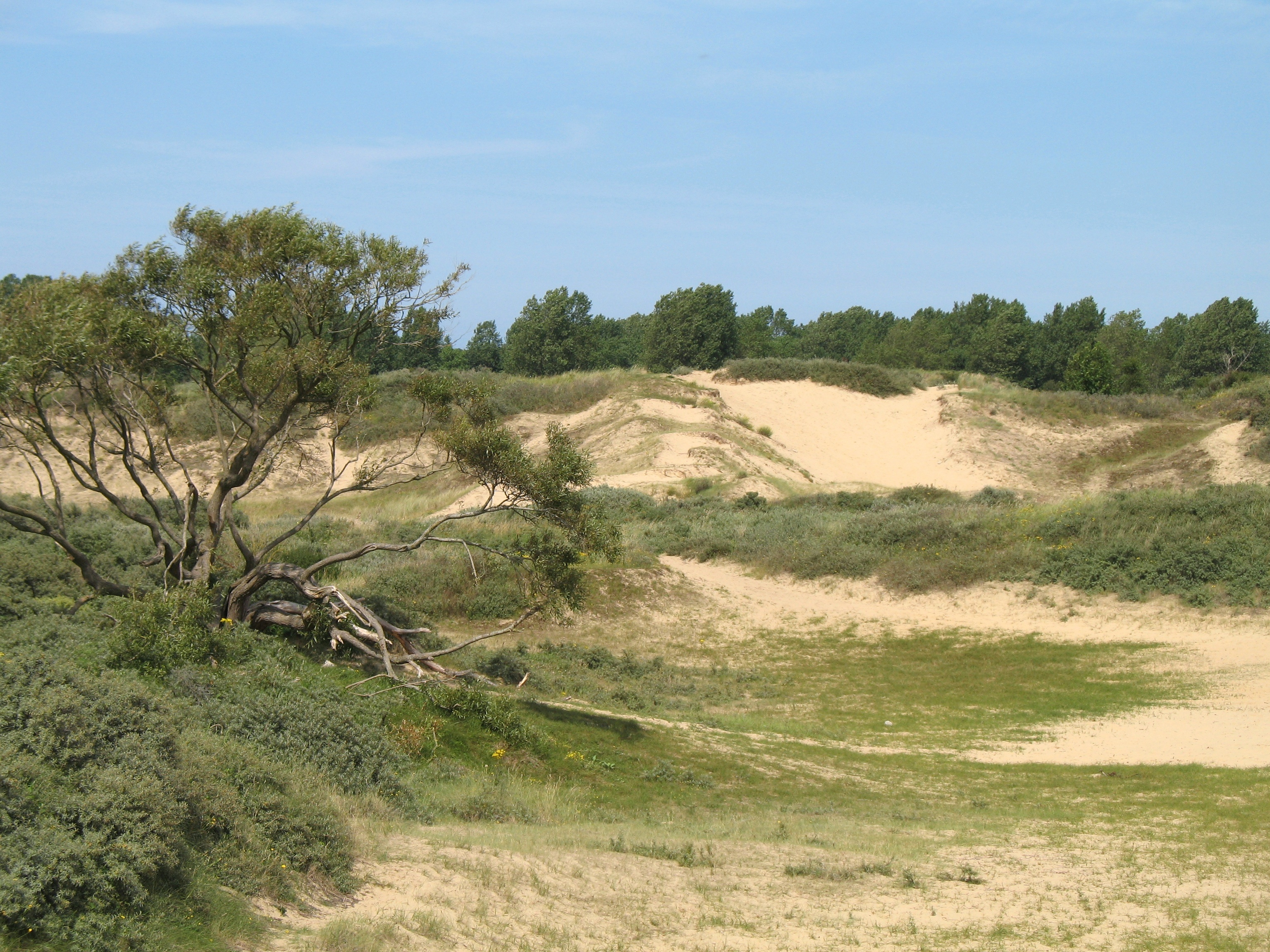
Doornpanne
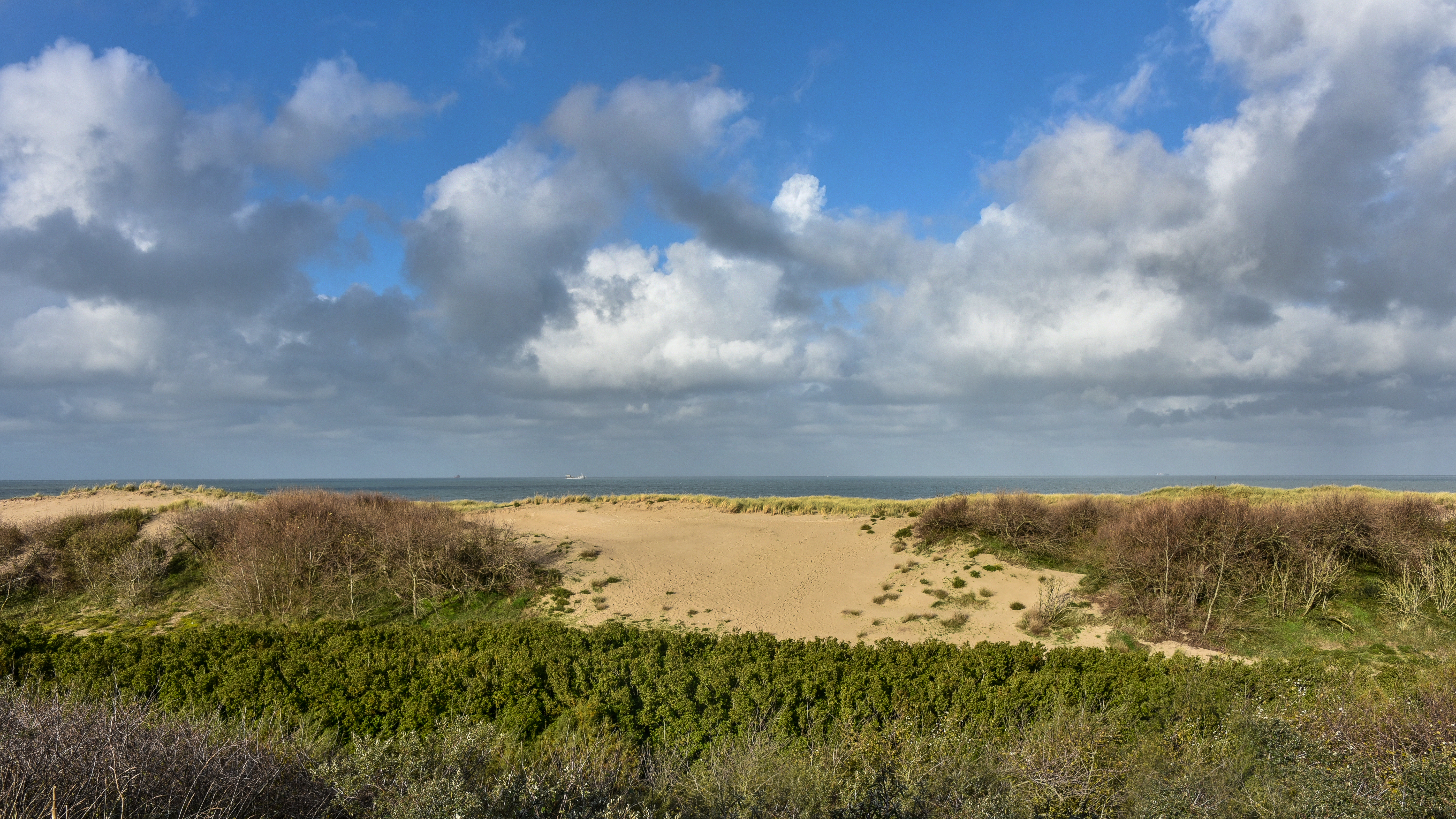
Duinen van Bredene
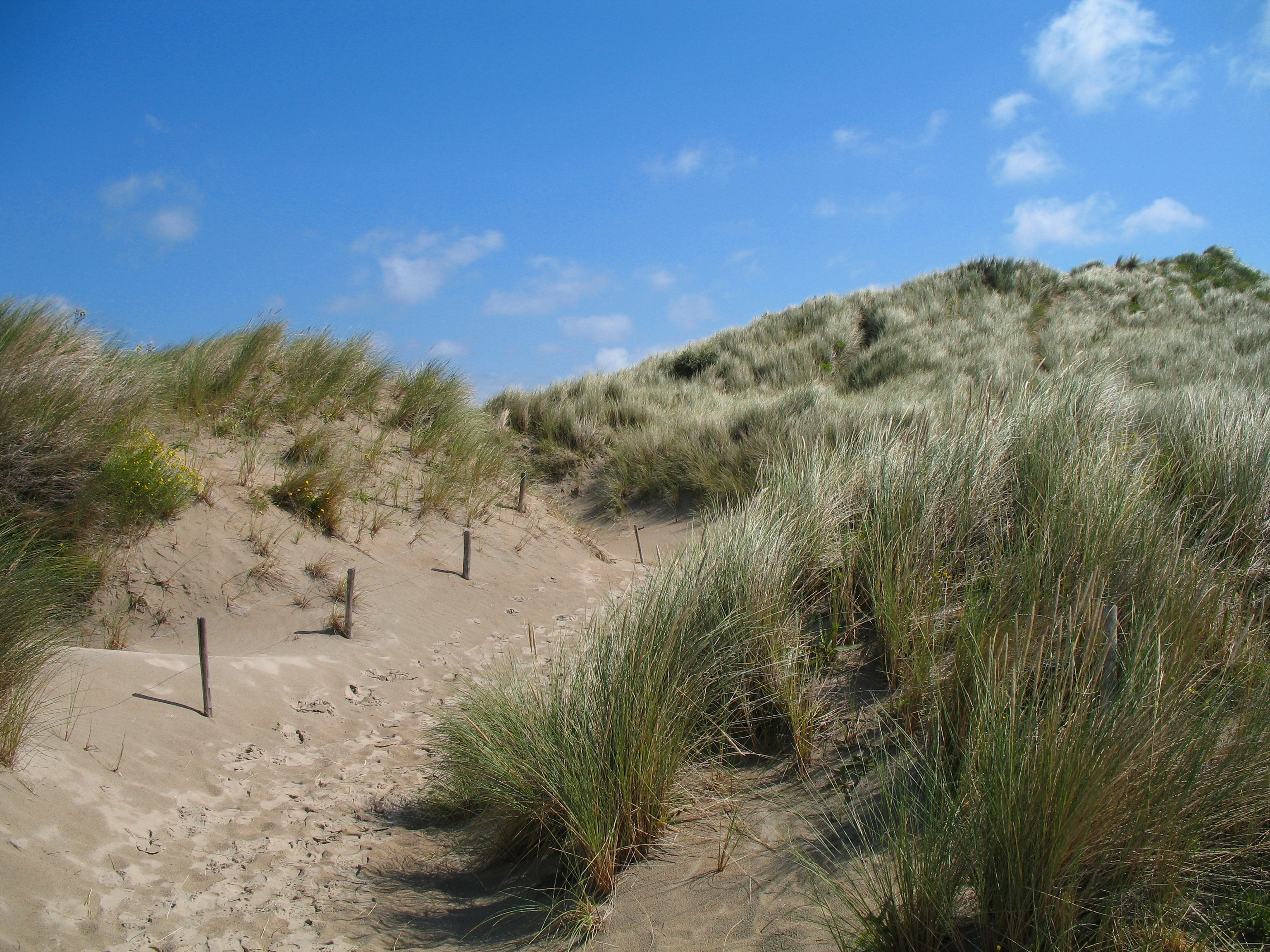
Ter Yde
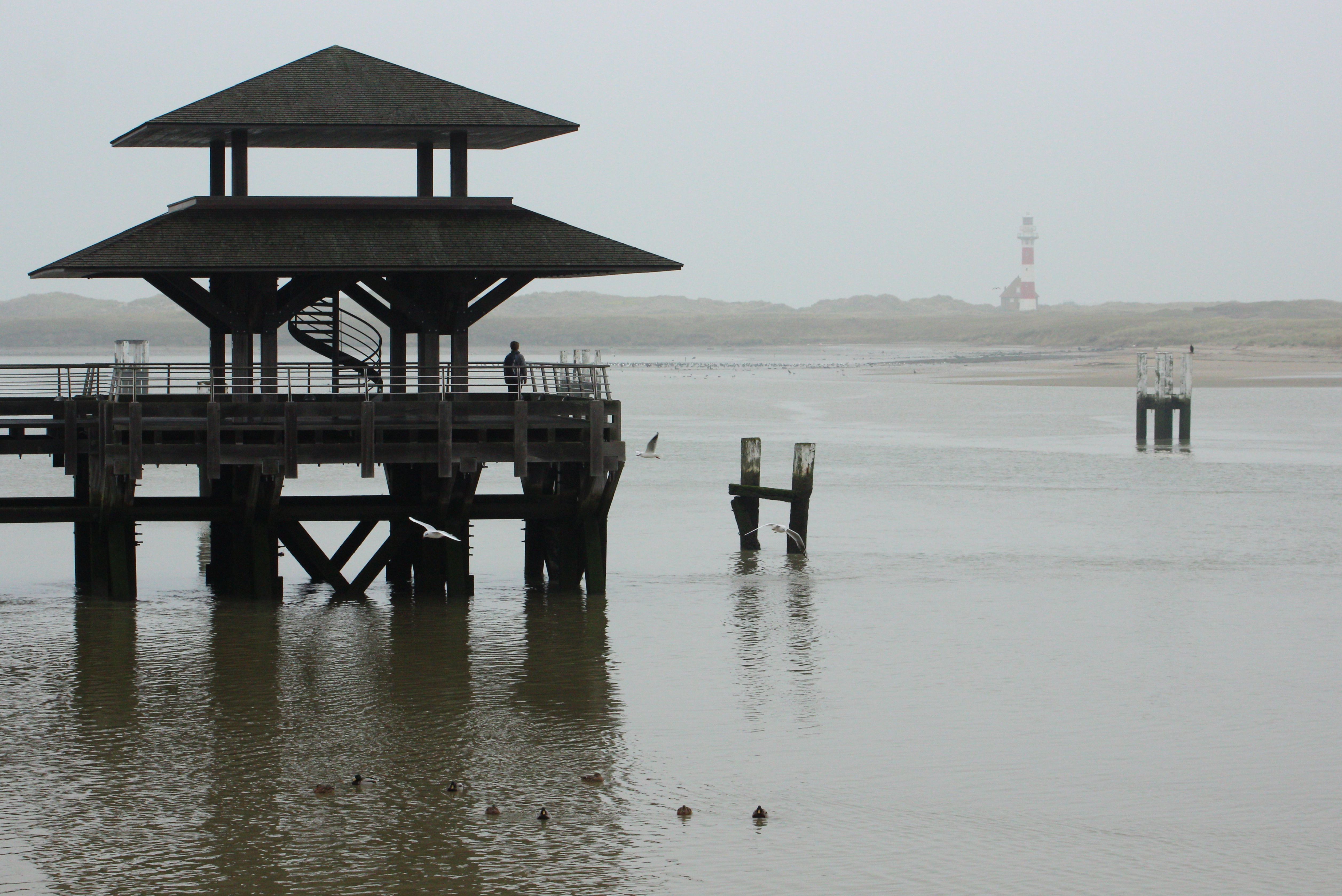
IJzermonding
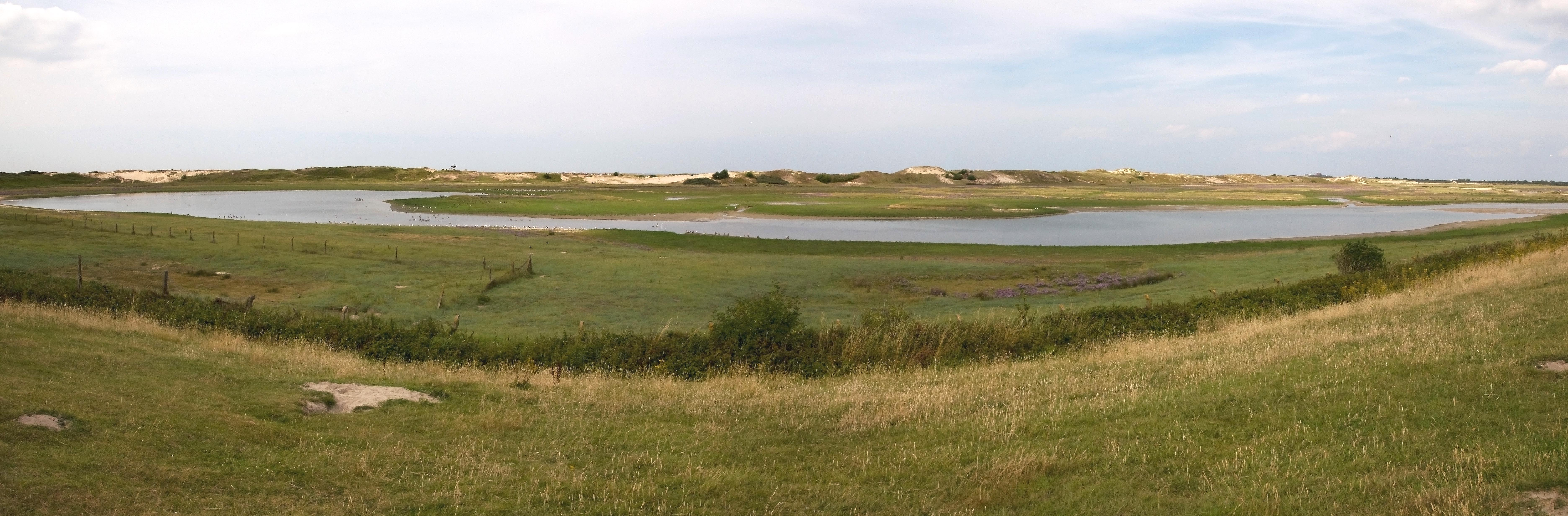
Zwin Natuur Park
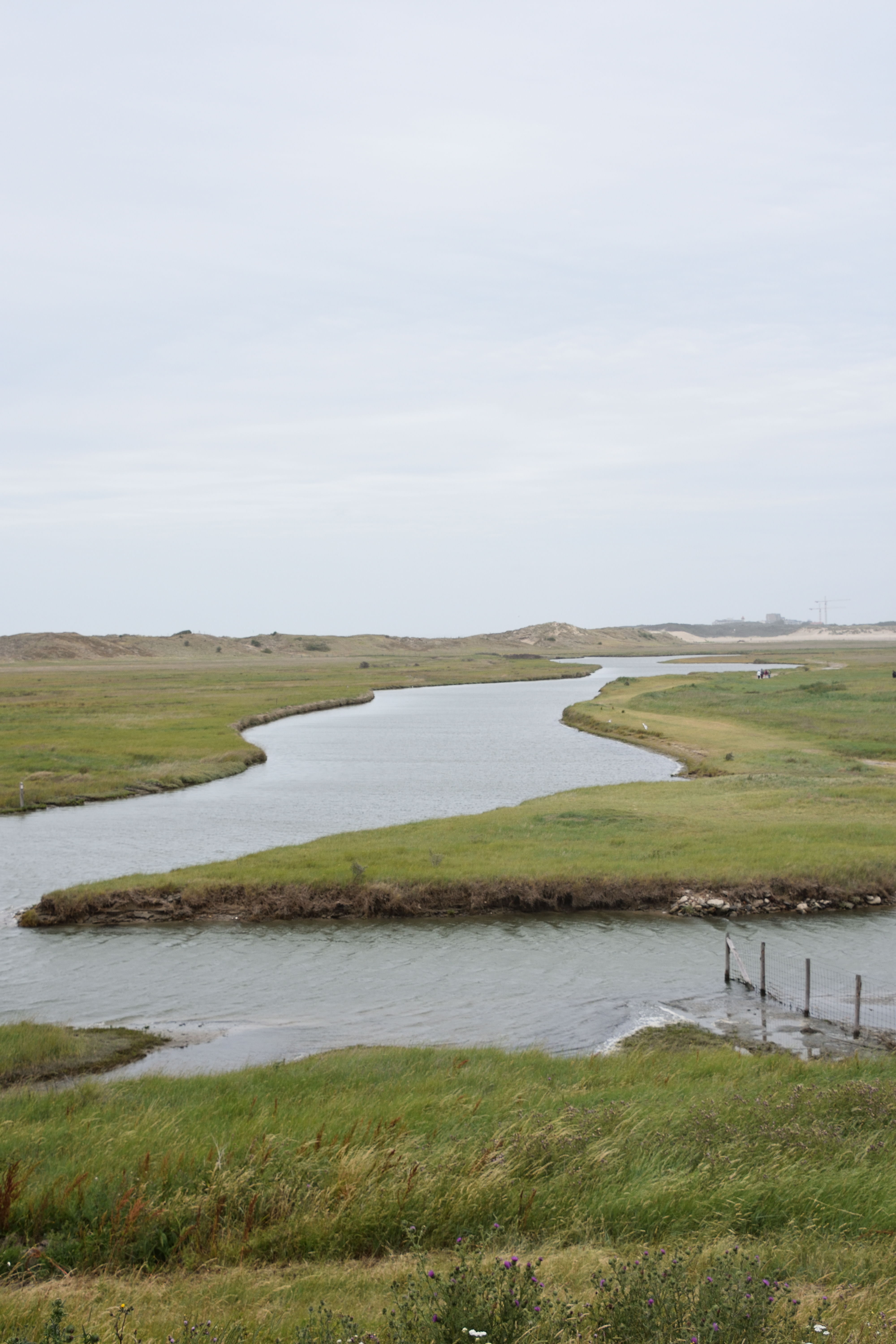
Zwin Natuur Park
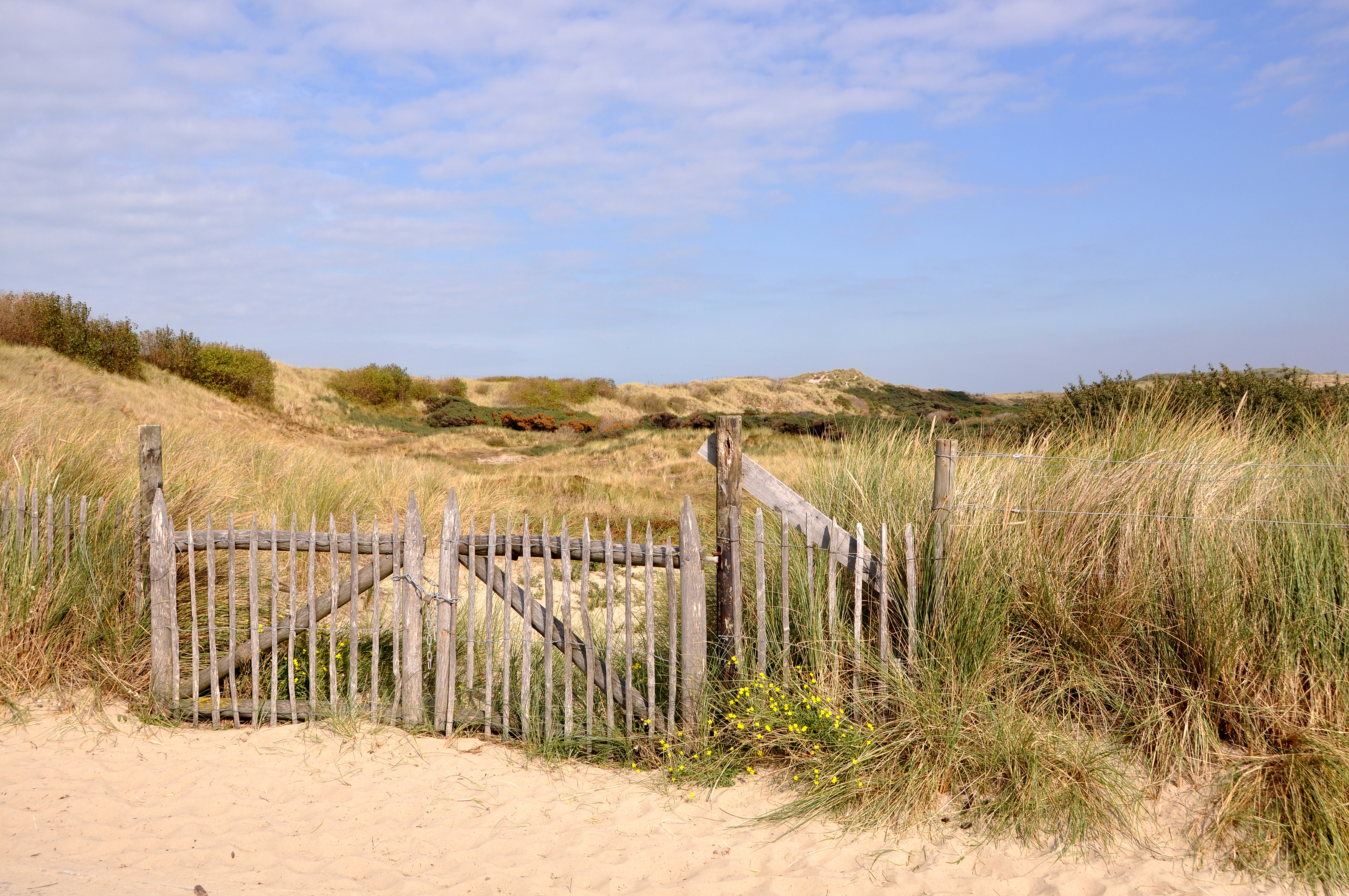
Paelsteenpanne in de duinen van Bredene